# Präteritum a német nyelvben
A Präteritum vagy Præteritum a német nyelv által használt igeidő, egyszerű múlt. A szó maga nyelvtanilag semlegesnemű főnév, jelentése múlt, egyszerű múlt

## Nyelvtana

### Képzés
Képzése a folyamatos (infinitiv vagy infinitivus) igealakból történik a következőképpen (a szabályos gyenge igék képzését a "machen" (csinálni) igével szemléltetve):
machen → mach → machte
A folyamatos igealak végéről levágjuk az -en végződést, és helyére tesszük a -te végződést, így kapjuk meg annak egyszerű múltú alakját
A haben (birtokolni) ige képzése 
haben → hatte
Habár a haben-ből a fentebbi szabály szerint a Präteritum alaknak "habte" nek kellene lennie, de a b hasonul a t-hez, így lesz hatte.
Szabályos erős igék. A példa a "sprechen" (beszélni) ige
sprechen → sprach
Erős igék a präteritum alakban tőhangváltáson mennek keresztül, és nem kapnak -te végződést.
Rendhagyó igék. Példa: "sein" (létige)
sein → war
Egyszerűen nincs semmiféle szabály. Az ilyen igék ragozását és igeidőben, -szemléletben, és -módban külön-külön meg kell tanulni, ami megsokszorozza a tanulást. 

### Ragozás
Amint látszik, a ragozásnál mindenféle ige ugyanazokat a végződéseket kapja az egyes személyeknél.
|         |           | machte   | hatte   | sprach   | war   |
| ------- | --------- | -------- | ------- | -------- | ----- |
| én      | ich       | machte   | hatte   | sprach   | war   |
| te      | du        | machtest | hattest | sprachst | warst |
| ő       | er/sie/es | machte   | hatte   | sprach   | war   |
| mi      | wir       | machten  | hatten  | sprachen | waren |
| ti      | ihr       | machtet  | hattet  | spracht  | wart  |
| ők (Ön) | sie (Sie) | machten  | hatten  | sprachen | waren |

Lásd még: Német nyelvtan